# Josiah Wedgwood

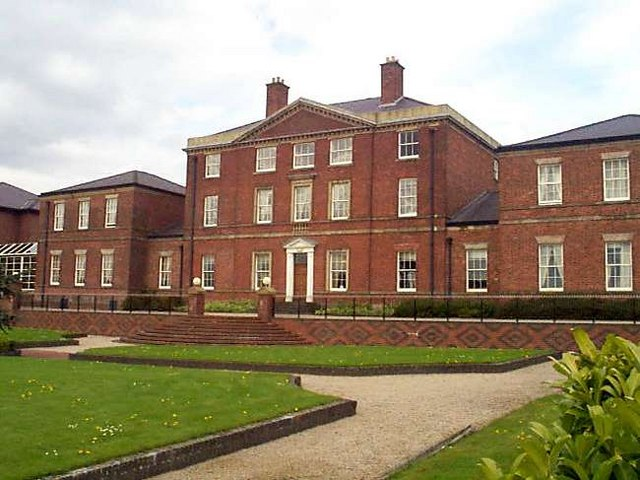
Etruria Hall, ngôi nhà gia đình, được xây dựng năm 1768 17171717 bởi Joseph Pickford. Nó đã được khôi phục như là một phần của Lễ hội Vườn Stoke-on-Trent năm 1986 và hiện là một phần của khách sạn bốn sao.

Josiah Wedgwood (12 tháng 7 năm 1730 - 3 tháng 1 năm 1795) là một thợ gốm và doanh nhân người Anh. Ông thành lập công ty Wedgwood. Ông có công trong việc công nghiệp hóa việc sản xuất gốm; "đó là bằng cách tăng cường phân công lao động mà Wedgwood đã làm giảm chi phí cho phép gốm của ông tìm được thị trường ở tất cả các vùng của Anh, và cả châu Âu và Mỹ."  Sự nhiệt tình cổ điển được đổi mới vào cuối những năm 1760 và đầu những năm 1770 có tầm quan trọng lớn đối với việc thúc đẩy bán hàng của ông. Hàng hóa đắt tiền của ông được mua rất nhiều từ giới quý tộc, trong khi ông sử dụng các hiệu ứng mô phỏng để tiếp thị các bộ rẻ hơn cho phần còn lại của xã hội. Mỗi phát minh mới mà Wedgwood sản xuất - men xanh, kem, đá bazan đen và màu ngọc thạch anh- đã nhanh chóng bị sao chép. Một khi đã đạt được sự hoàn hảo trong sản xuất, ông đã đạt đến sự hoàn hảo trong bán hàng và phân phối. Các phòng trưng bày của ông ở London đã cho công chúng cơ hội thấy toàn bộ bộ đồ ăn của ông.
Đáp ứng nhu cầu của cuộc cách mạng tiêu dùng và tăng trưởng sự giàu có của tầng lớp trung lưu đã thúc đẩy cuộc Cách mạng Công nghiệp ở Anh, Wedgwood được coi là người phát minh ra tiếp thị hiện đại. Ông tiên phong gửi thư trực tiếp, bảo đảm hoàn tiền, nhân viên bán hàng du lịch, mang theo hộp mẫu để trưng bày, tự phục vụ, giao hàng miễn phí, mua một tặng một, và các danh mục minh họa.
Một người theo chủ nghĩa bãi nô nổi tiếng, Wedgwood cũng được nhớ đến với huy chương chống nô lệ " Tôi không phải là một người đàn ông và một người anh em? " Ông là thành viên của gia đình Darwin Wed Wedwood, và ông là ông ngoại của Charles và Emma Darwin.

## Tiểu sử

### Đầu đời
Sinh ra ở Burslem, Staffordshire, là con thứ mười một và là con út của thợ làm gốm Thomas Wedgwood (mất năm 1739) và Mary Wedgwood (nhũ danh Stringer; d. 1766), Josiah được nuôi dưỡng trong một gia đình của những người dị giáo Anh, ông là cháu trai của một mục sư theo thuyết nhất thể và là một người Unitarian tích cực. Đến năm chín tuổi, ông đã chứng tỏ mình là một thợ gốm lành nghề. Ông sống sót sau cơn bệnh đậu mùa thời thơ ấu và làm việc như một thợ gốm học việc dưới quyền anh trai Thomas Wedgwood IV. Bệnh đậu mùa khiến Josiah bị đau đầu gối vĩnh viễn, khiến anh không thể dùng chân đạp bánh xe của thợ gốm. Kết quả là, ông tập trung từ khi còn nhỏ vào việc thiết kế đồ gốm và sau đó đưa cho những người thợ gốm khác làm nó. Đồ gốm được tạo ra trong công ty của cha và anh trai ông là loại rẻ tiền và chất lượng thấp, đen và màu lốm đốm.
Ở tuổi đôi mươi, Wedgwood bắt đầu làm việc với nhà sản xuất gốm nổi tiếng nhất nước Anh thời đó Thomas Whieldon, người cuối cùng trở thành đối tác kinh doanh của ông vào năm 1754. Wedgwood cũng bắt đầu nghiên cứu về hóa học, tìm cách hiểu về khoa học vật liệu về lửa, đất sét và khoáng chất và để phát triển các loại đất sét và men tốt hơn cho chế tạo gốm. Sau một tai nạn vào năm 1762, Wedgwood đã gặp Joseph Priestley, một người dị giáo khác và một nhà hóa học đã cho Wedgwood lời khuyên về hóa học. Thử nghiệm của Wedgwood với nhiều kỹ thuật khác nhau trùng với quá trình phát triển của thành phố công nghiệp Manchester gần đó. Lấy cảm hứng, Wedgwood đã thuê Ivy Works tại thị trấn Burslem. Từ 1768 đến 1780, ông hợp tác với Thomas Bentley, một thợ gốm tinh tế và sắc sảo. Trong suốt thập kỷ tiếp theo, thử nghiệm của ông (và một lượng vốn đáng kể từ cuộc hôn nhân của ông với một người em họ hàng xa xôi giàu có) đã biến các tác phẩm nghệ nhân buồn ngủ thành nhà máy gốm thực sự đầu tiên. 

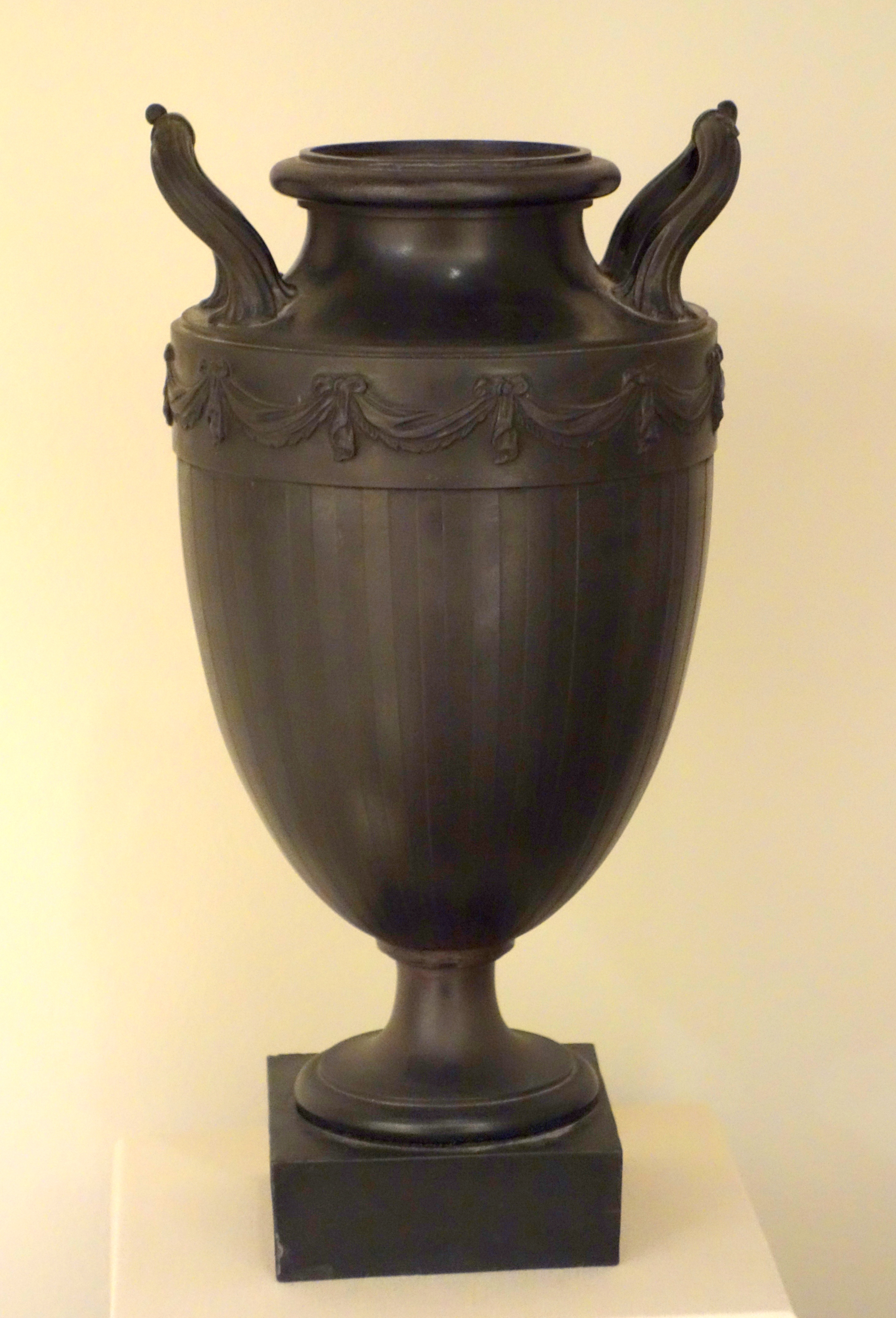
Bình hoa đứng với cổ ngược, Josiah Wedgwood and Sons và Thomas Bentley, trước năm 1780, đá bazan màu đen. Bảo tàng nghệ thuật Chazen, Madison, Wisconsin.

### Hôn nhân và con cái
Tháng 1 năm 1764, Wedgwood kết hôn với Sarah Wedgwood (1734 - 1815), người em họ thứ ba của ông. Họ có tám người con:
- Susannah Wedgwood (3 tháng 1 năm 1765 - 1817) kết hôn với Robert Darwin và trở thành mẹ của nhà tự nhiên học người Anh Charles Darwin. Charles kết hôn với Emma Wedgwood, em họ của ông. Gia tài nhân đôi của gia đình Wedgwood được tạo ra bởi ông nội của ông đã cho Charles Darwin thời gian rảnh rỗi để hình thành thuyết tiến hóa của ông.
- John Wedgwood (1766 - 1844)
- Richard Wedgwood (1767 - 1768) (chết khi còn nhỏ)
- Josiah Wedgwood II (1769 - 1843) (cha của Emma Darwin, anh em họ và vợ của Charles Darwin)
- Thomas Wedgwood (1771 - 1805) (không có con)
- Catherine Wedgwood (1774 - 1823) (không có con)
- Sarah Wedgwood (1776 - 1856) (không có con, rất tích cực trong phong trào bãi nô) [11]
- Mary Anne Wedgwood (1778 - 86) (chết khi còn nhỏ)

### Công việc

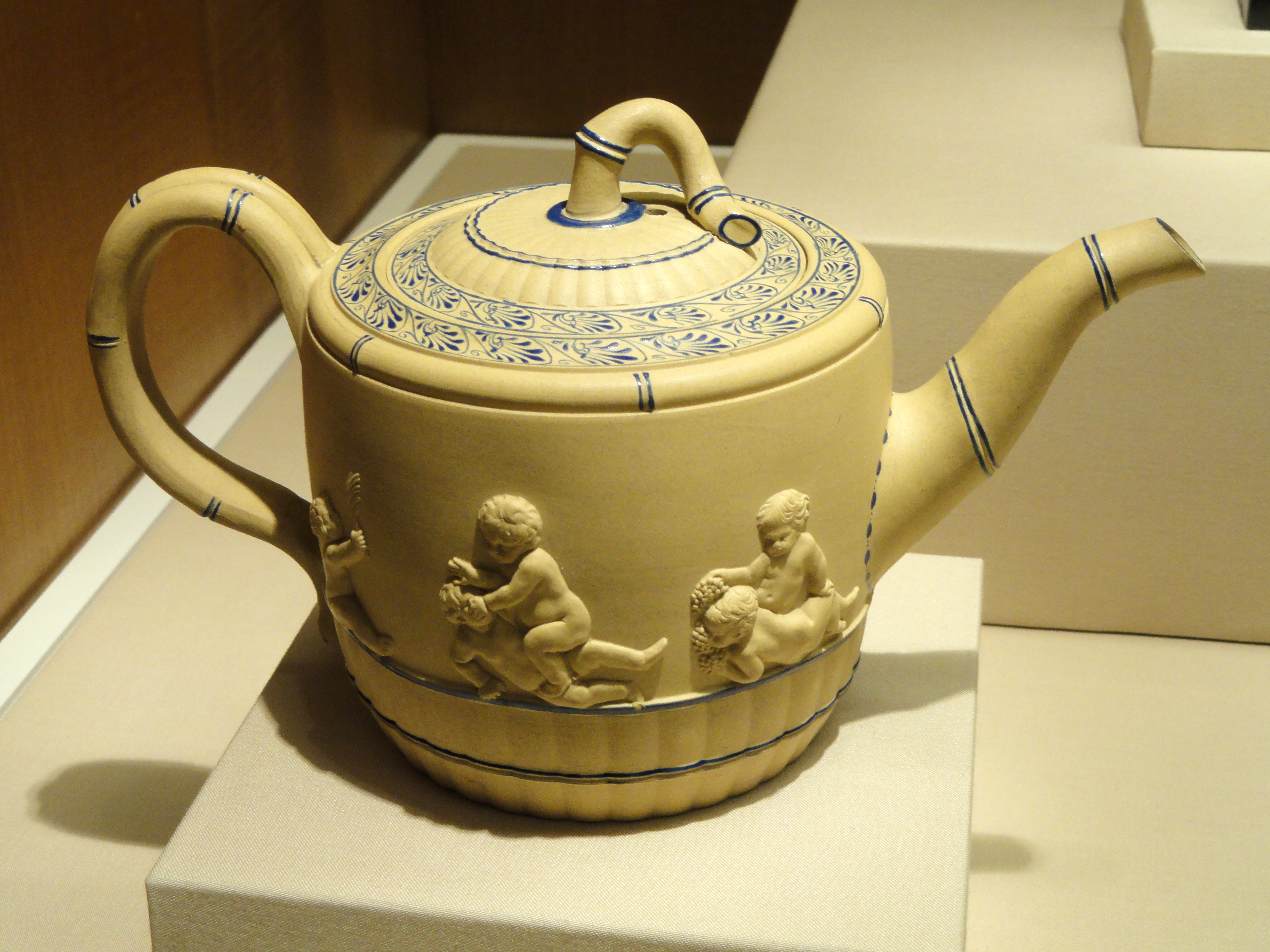
Ấm trà, Wedgwood 'caneware', c. 1780-1785. Bảo tàng nghệ thuật Nelson-Atkins, Missouri.

Wedgwood rất quan tâm đến những tiến bộ khoa học trong thời đại của ông và chính sự quan tâm này đã củng cố cho việc áp dụng phương pháp và phương pháp của ông để cách mạng hóa chất lượng gốm của ông. Men độc đáo của ông bắt đầu phân biệt đồ gốm của anh với bất cứ thứ gì khác trên thị trường.
Đến năm 1763, ông đã nhận được đơn đặt hàng từ giới quý tộc Anh thượng đẳng, bao gồm cả Nữ hoàng Charlotte. Wedgwood đã thuyết phục bà cho ông đặt tên cho dòng đồ gốm mà Nữ hoàng đã mua " Queen's Ware ", và thổi phồng hiệp hội hoàng gia trong giấy tờ và văn phòng phẩm của mình. Bất cứ thứ gì Wedgwood làm cho Nữ hoàng đều được trưng bày tự động trước khi nó được giao. Năm 1764, ông nhận được đơn đặt hàng đầu tiên từ nước ngoài. Wedgwood tiếp thị Queen's Ware của mình với giá cả phải chăng, ở khắp mọi nơi trên thế giới các tàu buôn bán của Anh đều đi tới. Năm 1767, ông viết: "Nhu cầu về sd này. Creamcolour, Alias, Queen Ware, Alias, Ivory, vẫn tăng - Thật đáng kinh ngạc khi việc sử dụng nó đã lan truyền nhanh chóng trên toàn cầu. " 

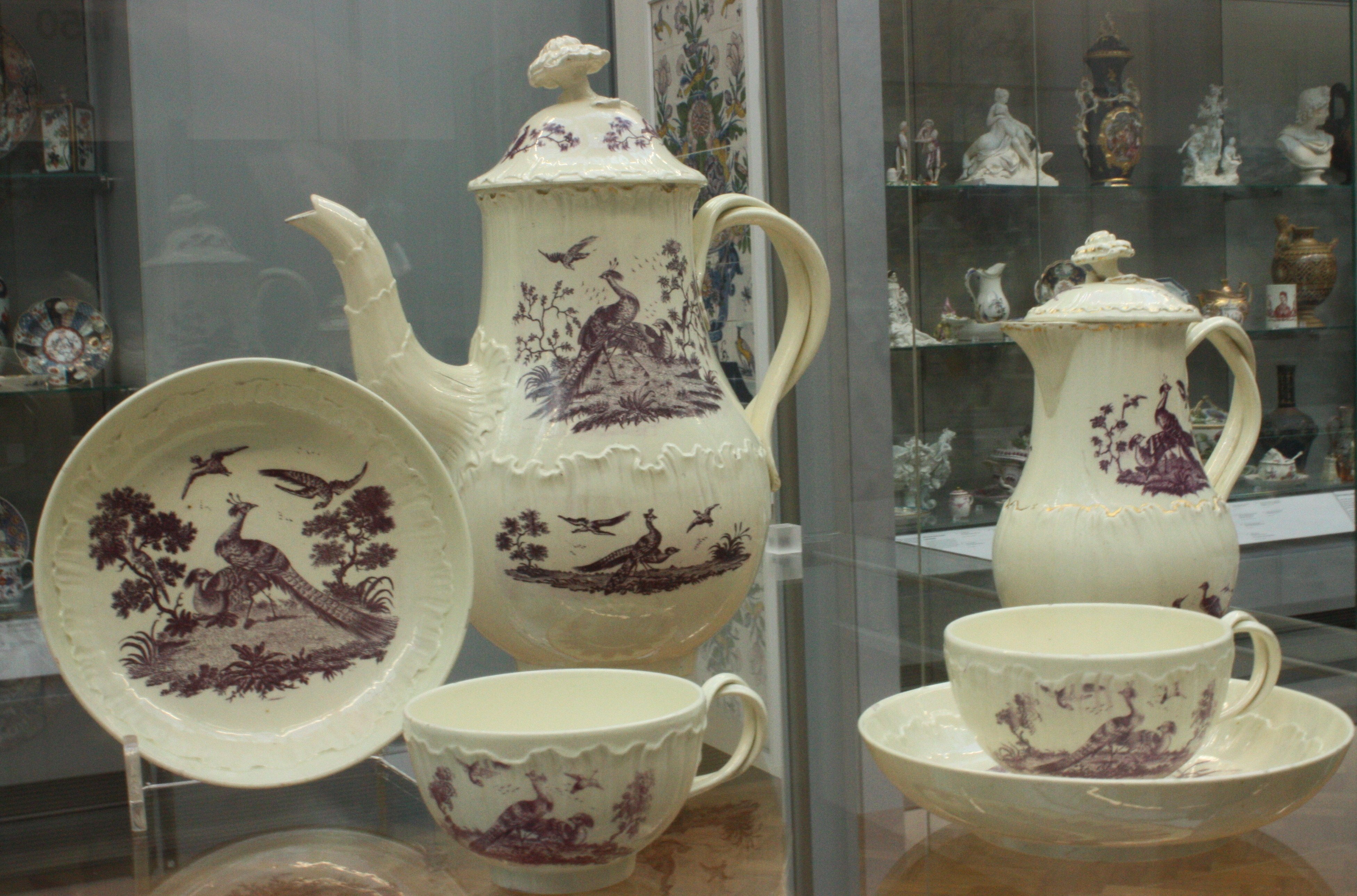
Bộ pha trà và cà phê Wedgwood, 1765, được trưng bày tại Bảo tàng Victoria và Albert, London. Creamware của Wedgwood đã tạo một cuộc cách mạng trong trang trí đồ gốm trên toàn thế giới.

Đầu tiên ông mở một nhà kho tại Charles Street, Mayfair ở London vào đầu năm 1765 và nó nhanh chóng trở thành một phần không thể thiếu trong tổ chức bán hàng của ông. Trong hai năm, việc buôn bán của anh đã vượt xa các kho của ông ở Quảng trường Grosvenor. Năm 1767, Wedgwood và Bentley đã đưa ra một thỏa thuận phân chia các sản phẩm trang trí giữa họ, các sản phẩm nội địa được bán thay cho Wedgwood. Một phòng trưng bày đặc biệt đã được xây dựng để làm công ty trở nên hợp thời. Wedgwood's thực tế đã trở thành một trong những nơi gặp gỡ thời thượng nhất ở London. Công nhân của ông đã phải làm việc cả ngày lẫn đêm để đáp ứng nhu cầu, và đám đông du khách không có dấu hiệu giảm bớt. Khi nhu cầu trang trí đang lan rộng, màu sắc rực rỡ và mạ vàng phổ biến của rococo đã bị trục xuất, sự huy hoàng của baroque trở nên khó chịu; sự phức tạp của phong cách Trung Quốc đã không còn được ưa chuộng. Người ta muốn quay về với sự thuần khiết, đơn giản và cổ xưa. Để khuyến khích sự lan rộng ra bên ngoài của thời trang và tăng tốc nó, Wedgwood đã thiết lập các nhà kho và phòng trưng bày tại Bath, Liverpool và Dublin, ngoài các phòng trưng bày của ông tại Etruria và Westminster. Rất cẩn thận trong thời gian mở cửa, và hàng hóa mới được giữ lại để tăng hiệu quả của chúng.

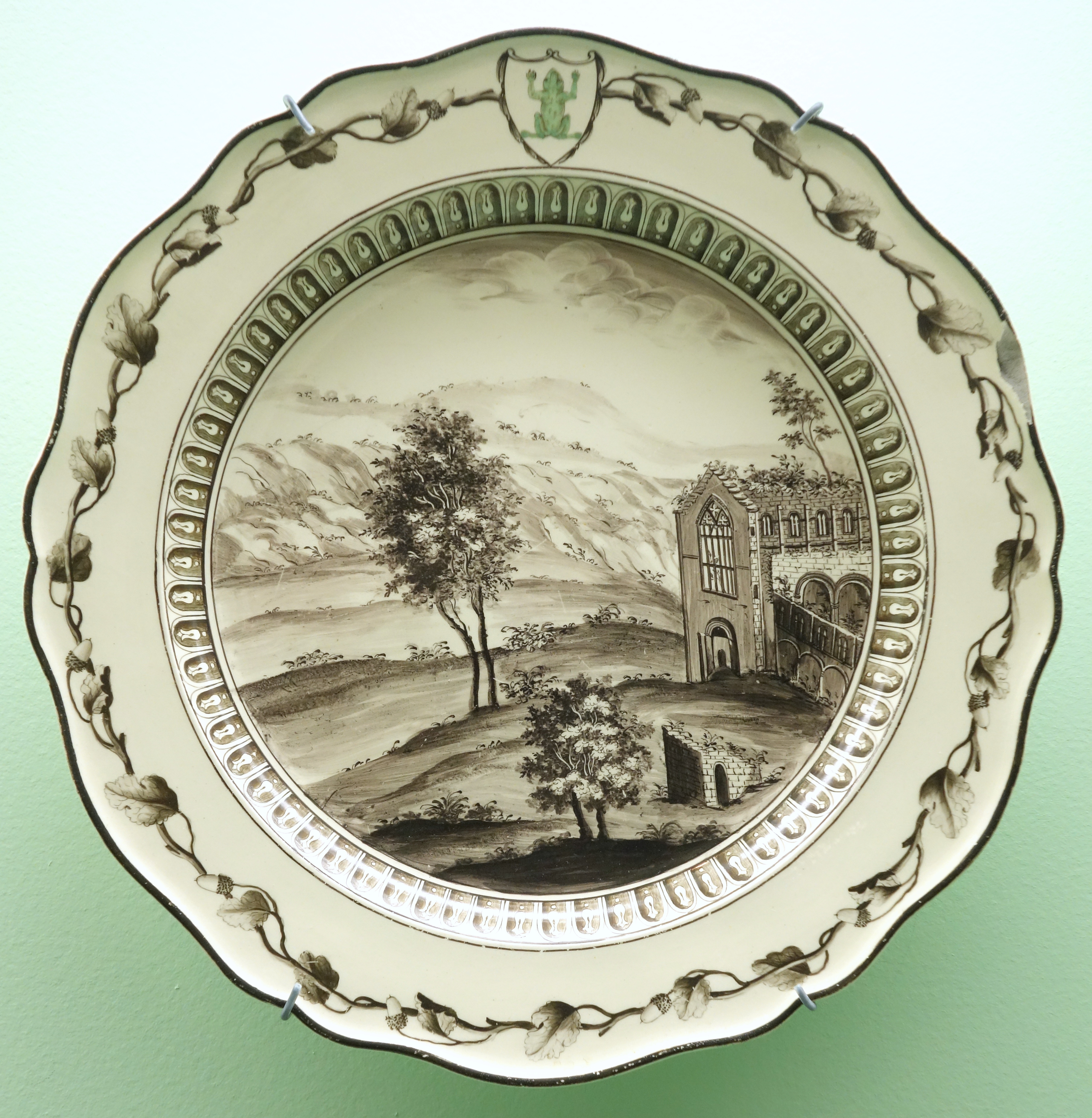
Wedgwood, 1774, creamware. Đĩa từ Dịch vụ Ếch cho Catherine II của Nga, Bảo tàng Brooklyn, New York

Điều quan trọng nhất trong những thành tựu ban đầu của Wedgwood trong sản xuất là sự hoàn hảo của thân đồ gốm đá đen, mà ông gọi là "bazan". Thân này có thể bắt chước màu sắc và hình dạng của những chiếc bình Etruscan hoặc Hy Lạp đang được khai quật ở Ý. Năm 1769, "bình hoa là tất cả tiếng rao" ở Luân Đôn; ông đã mở một nhà máy mới tên là Etruria, phía bắc của Stoke. Wedgwood đã trở thành thứ mà anh ta mong muốn trở thành: "Vase Maker General to the Universe". Khoảng năm 1771, ông bắt đầu thử nghiệm với gốm màu ngọc bích, nhưng ông đã không quảng cáo sản phẩm mới này trong một vài năm.
Ngài George Strickland, Nam tước thứ 6, đã được yêu cầu tư vấn về việc lấy mô hình từ Rome. Mạ vàng được chứng minh không phổ biến, và khoảng năm 1772, Wedgwood đã giảm số lượng "mạ vàng tấn công" để đáp lại những gợi ý từ Sir William Hamilton. Khi xã hội Anh phát hiện ra hình dáng trần trụi của những tác phẩm kinh điển "quá ấm áp" đối với khẩu vị của họ, và sự hăng hái của các vị thần Hy Lạp quá dễ thấy, Wedgwood đã nhanh chóng che giấu sự bất kính ngoại đạo của họ - áo choàng cho các cô gái và lá sung cho các vị thần thường là đủ  Ngay khi anh ta cảm thấy rằng những bông hoa của mình sẽ bán được nhiều hơn nếu chúng được gọi là "chậu cảnh của công tước Devonshire", nếu đồ gốm màu kem của anh ta được gọi là Queensware, vì vậy anh ta mong mỏi Brown, James Wyatt và anh em nhà Adam dẫn dắt kiến trúc sư sử dụng các bộ phận ống khói và để George Stubbs dẫn đầu trong việc sử dụng các tấm Wedgwood.
Wedgwood hy vọng sẽ độc quyền thị trường của giới quý tộc và do đó làm cho đồ gốm của mình đạt được một sự chứng thực xã hội đặc biệt sẽ lọc cho tất cả các tầng lớp xã hội. Wedgwood hoàn toàn nhận ra giá trị của một khách hàng tiềm năng như vậy và tận dụng tối đa nó bằng cách đặt cho đồ gốm của mình tên của người bảo trợ của nó: ví dụ như: Đồ gốm của Nữ hoàng (Queensware), Hoa văn Hoàng gia, Hoa văn Nga, Bedford, bình hoa Oxford và Chetwynd. Cho dù họ sở hữu bản gốc hay chỉ sở hữu một bản sao Wedgwood ít quan trọng đối với khách hàng của Wedgwood. Năm 1773, họ đã xuất bản Danh mục trang trí đầu tiên, một danh mục minh họa về hình dạng. Một tấm biển, theo phong cách gốm màu xanh của Wedgwood, đánh dấu địa điểm các phòng trưng bày ở Luân Đôn của ông từ năm 1774 đến 1795 tại Wedgwood Mews, nằm ở số 12, Phố Hy Lạp, Luân Đôn, W1.

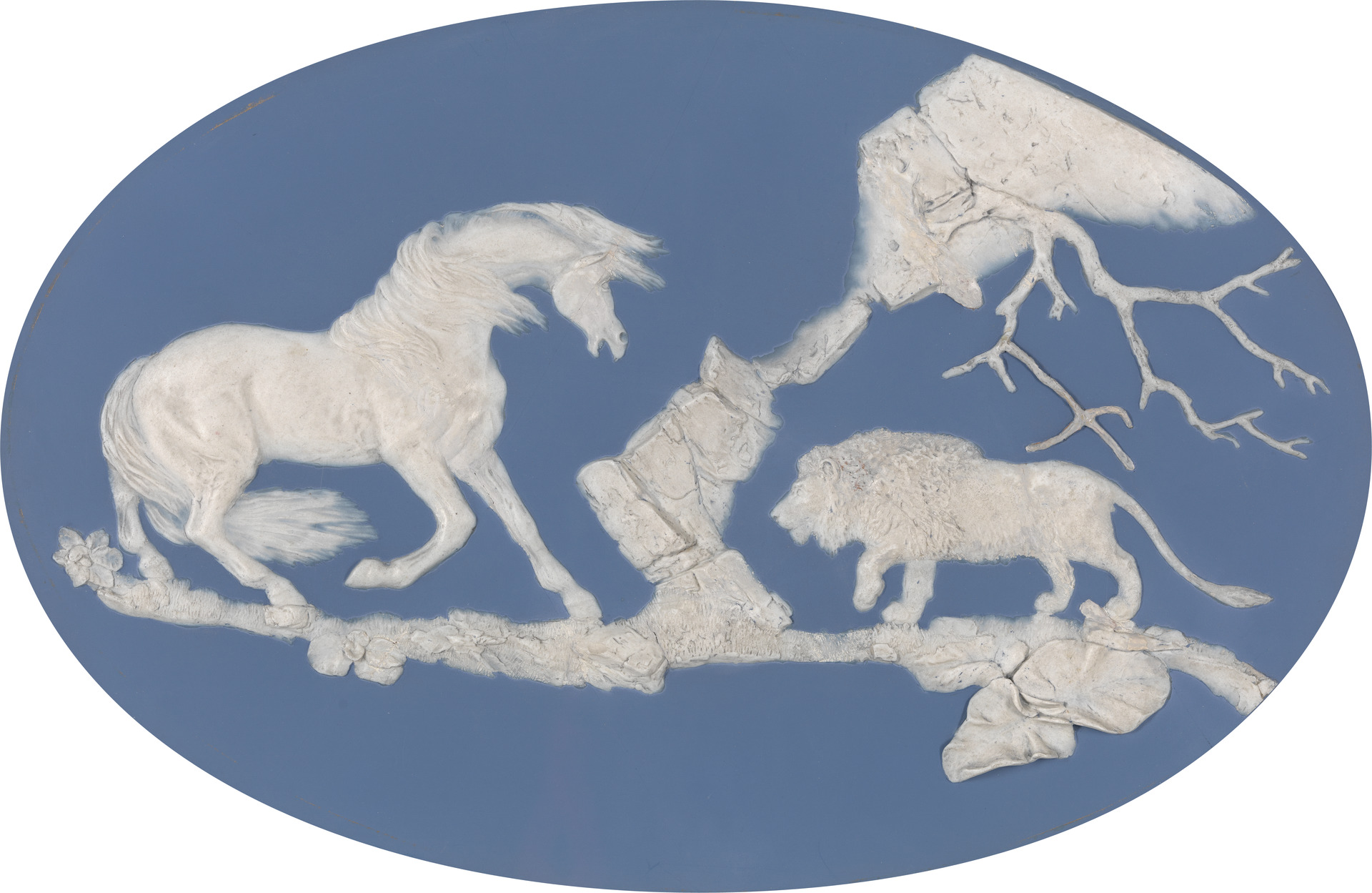
Gốm màu ngọc bích Ngựa bị sư tử làm hoảng sợ của Wedgwood và Thomas Bentley, sau George Stubbs, 1780.

Năm 1773, Hoàng hậu Catherine Đại đế đã đặt hàng Dịch vụ Frog (Xanh) từ Wedgwood, bao gồm 952 tác phẩm và hơn một nghìn bức tranh gốc, cho Cung điện Kekerekeksinen (cung điện trên đầm lầy ếch (tiếng Phần Lan)), sau này được gọi là Cung điện Chesme. Hầu hết các bức tranh được thực hiện trong studio trang trí của Wedgwood tại Chelsea. Về việc trưng bày chúng, Wedgwood nghĩ, 'sẽ mang một số lượng người yêu thời trang cực lớn vào kho của chúng ta. Trong hơn một tháng, giới thời trang đã đến rất đông đảo các kho và làm tắc nghẽn đường phố vì xe ngựa của họ. (Catharine đã trả ₤ 2.700. Chúng vẫn có thể được nhìn thấy trong Bảo tàng Hermitage. Bản thân chúng không quá kinh tế, giá trị quảng cáo của những sản phẩm này là rất lớn.

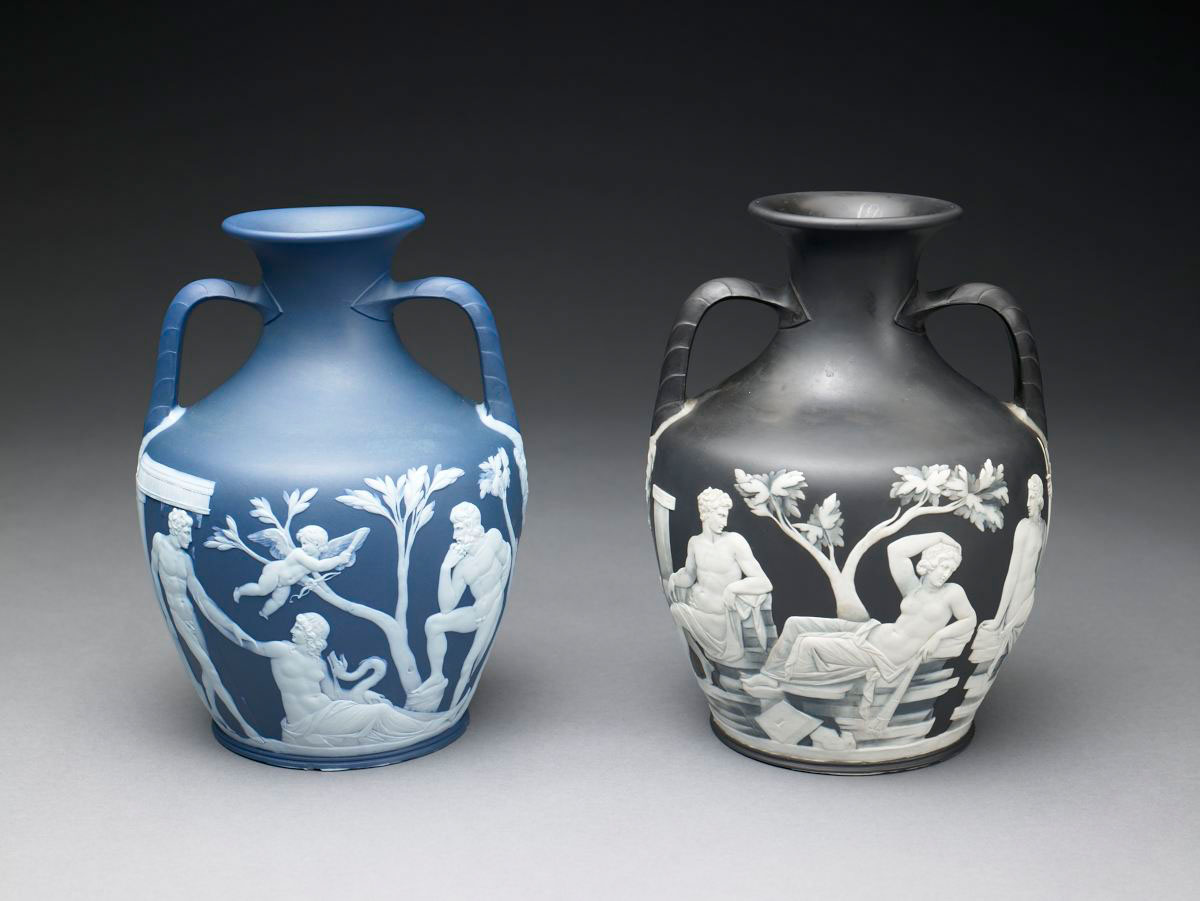
Bản sao bình hoa Portland -Wedgwood (khoảng năm 1789)

Là một nhà công nghiệp hàng đầu, Wedgwood là người ủng hộ chính cho kênh đào Trent và Mersey giữa sông Trent và sông Mersey, trong thời gian đó, ông trở thành bạn với Erasmus Darwin. Cuối thập kỷ đó, công việc kinh doanh đang phát triển của ông khiến ông chuyển từ Xưởng Ivy nhỏ hơn sang Xưởng Etruria mới được xây dựng và sẽ hoạt động trong 180 năm đó. Nhà máy được đặt theo tên quận Etruria của Ý, nơi sứ đen có từ thời Etruscan đang được khai quật. Wedgwood đã tìm thấy món đồ sứ này đầy cảm hứng, và thành công thương mại lớn đầu tiên của ông là sự trùng lặp với thứ mà ông gọi là Bazan đen". Ông đã kết hợp các thí nghiệm trong nghệ thuật của mình và trong kỹ thuật sản xuất hàng loạt với mối quan tâm đến những con đường, kênh đào, trường học và điều kiện sống được cải thiện. Tại Etruria, anh thậm chí còn xây dựng một ngôi làng cho công nhân của mình.
Không lâu sau khi các xưởng mới được mở ra, việc tiếp tục gặp rắc rối với đầu gối bị bệnh đậu mùa của ông khiến việc cắt cụt chân phải của anh ấy trở nên cần thiết. Năm 1780, đối tác kinh doanh lâu năm của ông Thomas Bentley qua đời và Wedgwood đã chuyển sang Darwin để được giúp đỡ trong việc điều hành doanh nghiệp. Là kết quả của sự liên kết chặt chẽ lớn lên giữa gia đình Wedgwood và Darwin, con gái lớn của Josiah sau này sẽ kết hôn với con trai của Erasmus.
Để giành lấy vị trí dẫn đầu về mốt mới, ông đã tìm ra chiếc bình Barberini nổi tiếng như là bài kiểm tra cuối cùng về kỹ năng kỹ thuật của mình. Nỗi ám ảnh của Wedgwood là nhân bản Bình hoa Portland, một chiếc bình thủy tinh màu xanh trắng có từ thế kỷ thứ nhất trước Công nguyên. Ông đã làm việc với dự án đó trong ba năm, cuối cùng sản xuất những gì ông coi là một bản sao thỏa đáng vào năm 1789.
Năm 1784, Wedgwood đã xuất khẩu gần 80% tổng sản phẩm của mình. Đến năm 1790, ông đã bán sản phẩm của mình ở mọi thành phố ở châu Âu. Để mang đến cho khách hàng của mình cảm giác tuyệt vời hơn về sự hiếm có của hàng hóa của mình, anh ta đã giới hạn nghiêm ngặt số lượng đồ sứ thạch anh được trưng bày trong kho của mình tại bất kỳ thời điểm nào.
Sau khi truyền lại công ty của mình cho các con trai, Wedgwood chết tại nhà, có lẽ là do ung thư hàm, vào năm 1795. Ông được chôn cất ba ngày sau đó trong nhà thờ giáo xứ Stoke-on-Trent. Bảy năm sau, một bài vị tưởng niệm bằng đá cẩm thạch được ủy quyền bởi các con trai của ông đã được lắp đặt ở đó.

## Di sản và ảnh hưởng
— Sir Howard Stringer, chairman of Sony Corporation, 2012.
 Là một trong những doanh nhân giàu có nhất của thế kỷ 18, Wedgwood đã tạo ra hàng hóa để đáp ứng nhu cầu của cuộc cách mạng tiêu dùng và tăng trưởng sự giàu có của tầng lớp trung lưu giúp thúc đẩy Cách mạng Công nghiệp ở Anh. Ông được ghi nhận là người phát minh ra tiếp thị hiện đại, cụ thể là thư trực tiếp, bảo đảm hoàn tiền, nhân viên bán hàng du lịch, mang hộp mẫu để trưng bày, tự phục vụ, giao hàng miễn phí, mua một tặng một và các danh mục minh họa. Wedgwood cũng được ghi nhận là người tiếp nhận / sáng lập sớm các nguyên tắc kế toán quản lý trong "Khảo cổ học các hệ thống kế toán" của Anthony Hopwood.
Ông là một người bạn, và là đối thủ thương mại của thợ gốm John Turner bố; công việc của họ đôi khi bị phân phối sai. Để thoải mái hơn cho những người mua nước ngoài của mình, ông đã thuê các thư ký nói tiếng Pháp, tiếng Đức, tiếng Ý và tiếng Hà Lan và trả lời các chữ cái của họ bằng tiếng mẹ đẻ.
Wedgwood thuộc thế hệ thứ tư của một gia đình thợ gốm mà nghề nghiệp truyền thống tiếp tục qua năm thế hệ khác. Công ty Wedgwood vẫn là một cái tên nổi tiếng trong giới làm gốm ngày nay (như một phần của Waterford Wedgwood, xem Waterford Crystal), và "Wedgwood Trung Quốc" đôi khi được dùng như một thuật ngữ cho đồ gốm màu ngọc thạch anh, các đồ đá màu với trang trí nhẹ nhõm ứng dụng (thường là màu trắng), vẫn phổ biến trên toàn thế giới.

## Bãi nô

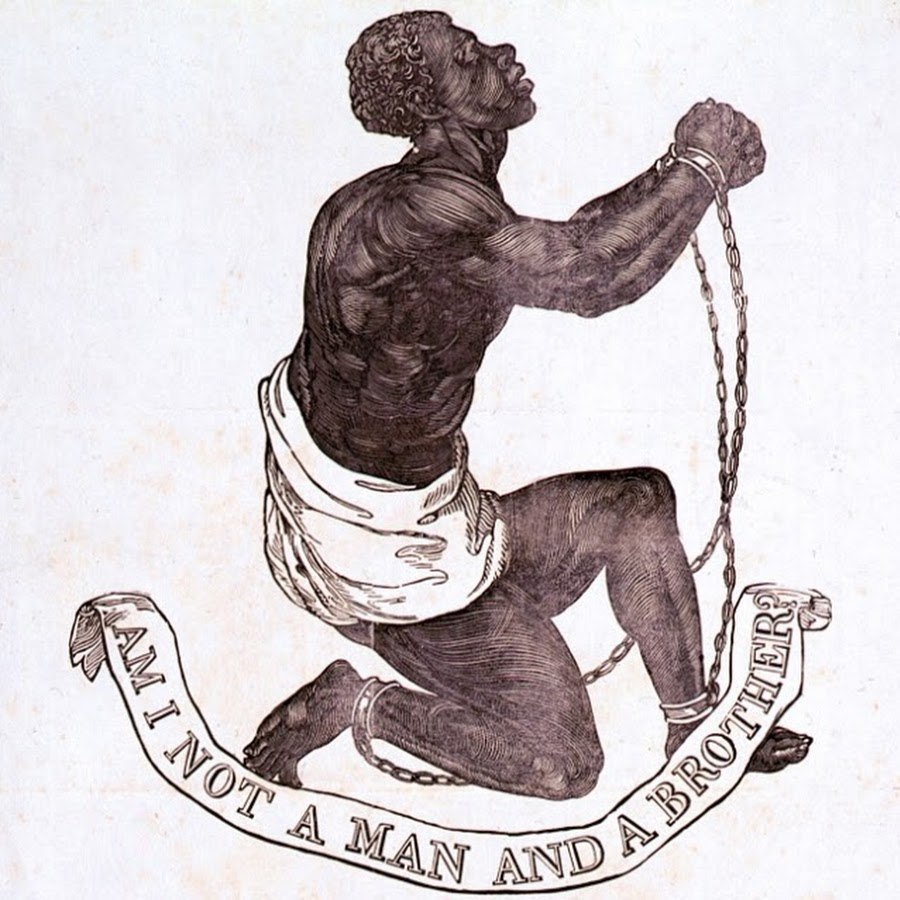
Tôi không phải là một người đàn ông và một người anh em? Thiết kế huy chương được tạo ra như một phần của chiến dịch bãi nô của Wedgwood, 1787

Wedgwood là một người theo chủ nghĩa bãi nô nổi bật. Tình bạn của ông với Thomas Clarkson - nhà vận động bãi nô và là nhà sử học đầu tiên của phong trào bãi nô ở Anh - đã khơi dậy mối quan tâm của ông đối với chế độ nô lệ. Wedgwood sản xuất hàng loạt khách mời mô tả con dấu cho Hiệp hội xóa bỏ buôn bán nô lệ và đã được phân phối rộng rãi, do đó trở thành một hình ảnh phổ biến và nổi tiếng. Huy chương Wedgwood là hình ảnh nổi tiếng nhất của một người da đen trong tất cả nghệ thuật của thế kỷ 18. Thiết kế thực tế của cameo có lẽ được thực hiện bởi William Hackwood hoặc Henry Webber, những người điều hành trong nhà máy Stoke-on-Trent của ông.
Từ năm 1787 đến khi qua đời vào năm 1795, Wedgwood đã tích cực tham gia vào nguyên nhân bãi bỏ chế độ nô lệ. Huy chương Slave của ông khiến công chúng chú ý đến việc bãi bỏ. Wedgwood đã tái tạo thiết kế trong một đồ trang sức đá chạm với hình đen trên nền trắng và quyên góp hàng trăm cái cho xã hội để phân phối. Thomas Clarkson đã viết; "Phụ nữ đeo chúng trong vòng tay, và những người khác đeo chúng theo cách trang trí như ghim cài tóc. Cuối cùng, sở thích mặc chúng trở nên phổ biến, và do đó, thời trang, vốn thường chỉ giới hạn ở những thứ vô giá trị, đã được nhìn thấy một lần trong văn phòng danh dự để thúc đẩy sự nghiệp của công lý, nhân loại và tự do ".
Thiết kế trên huy chương trở nên phổ biến và được sử dụng ở nơi khác: các bản sao quy mô lớn được vẽ để treo trên tường  và nó được sử dụng trên các ống thuốc lá bằng đất sét.

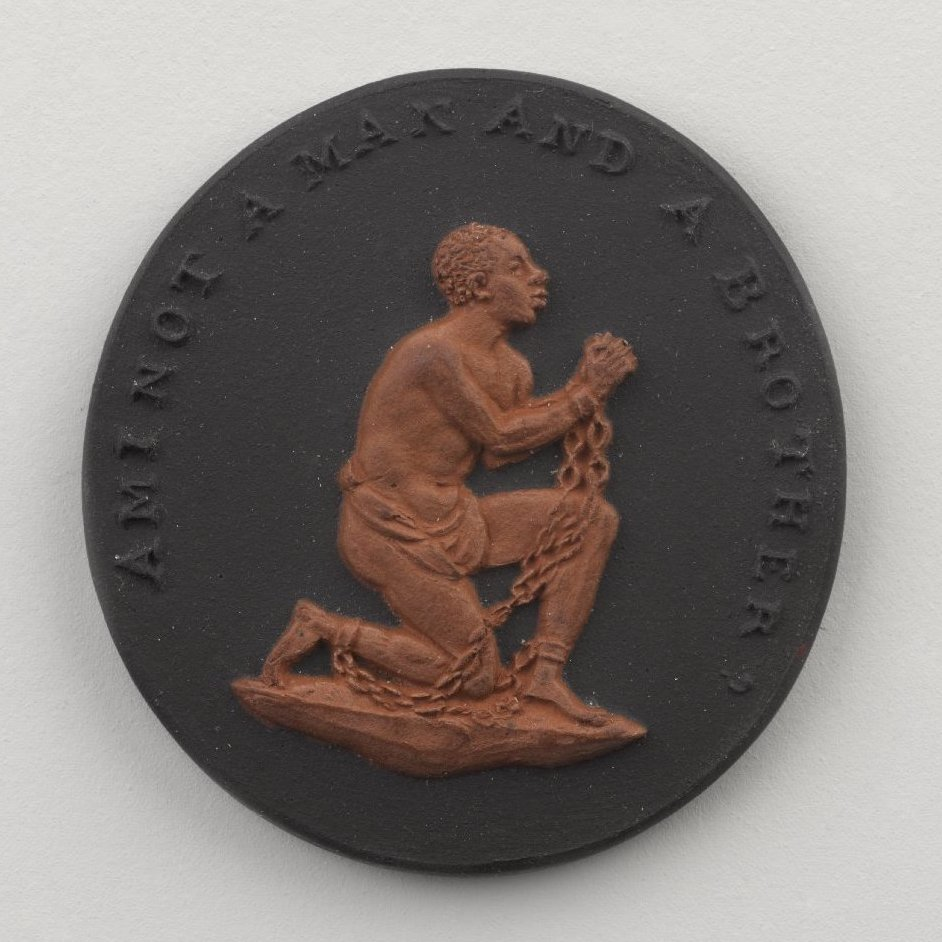
William Hackwood. Huy chương, sau năm 1786. Bảo tàng Brooklyn

## Phát minh
Ông được bầu vào Hội Hoàng gia vào năm 1783 để phát triển một hỏa kế, một thiết bị để đo nhiệt độ cực cao được tìm thấy trong lò nung trong quá trình nung gốm.
Ông là một thành viên tích cực của Hội Mặt trăng thành phố Birmingham thường được tổ chức tại Nhà Erasmus Darwin và được nhớ đến trên đá Mặt trăng ở Birmingham.